# Marcus (Bischof von Rom)
Marcus († 7. Oktober 336) war im Jahre 336 für wenige Monate Bischof von Rom. 

## Biografische Eckdaten
Es wird berichtet, er sei Römer gewesen, aber über sein Leben ist wenig bekannt. Vor seiner Wahl am 18. Januar 336 soll er Bischof von Ostia gewesen sein. Es gibt Hinweise, dass die frühen Listen der Bischöfe und Märtyrer, die als Depositio episcoporum und Depositio martyrum bekannt sind, unter seiner Regierung angelegt worden sind. Dem Liber Pontificalis zufolge soll er auch bestimmt haben, künftig solle der Bischof von Ostia den neuen Bischof von Rom weihen. Seine Amtszeit war geprägt von den heftigen Streitigkeiten um den Arianismus.
Marcus ließ in Rom zwei Basiliken errichten, den Titulus Marci und Santa Balbina an der Via Ardeatina. In letzterer Kirche wurde er beigesetzt.
Sein Gedenktag als Heiliger ist der 7. Oktober. Papst Marcus wird in den Quellen oft mit dem römischen Märtyrer Marcus verwechselt (Fest 18. Juni).